# Triwarga
Triwarga (sanskryt trl. trivarga) – trzy cele życia w tradycyjnym hinduistycznym systemie wartości. Dopełnieniem tej trójki jest wyzwolenie - moksza.
Triwarga obejmuje następujące składniki:
- dharma – wypełnianie obowiązków świeckich i religijnych, wynikających z przynależności do: danej tradycji religijnej, warny, dźati i w danego etapu życia (aśramy).
- artha – dobrobyt – zaspokojenie potrzeb materialnych
- kama – pragnienie, miłowanie – zaspokojenie potrzeb emocjonalnych